# المعرف الكيميائي الدولي
المعرف الكيميائي الدولي (بالإنجليزية: IUPAC International Chemical Identifier)‏ ويرمز له (InChI) وتلفظ (إنشي) وهي تعريفات نصية للمواد الكيميائية، مصممة لكي تعطي طريقة معيارية مقروءة بشريا تستخدم لتشفير المعلومات الجزيئية بحيث تسهل البحث عن هذه المعلومات في قواعد البيانات، وعلى الشبكة العنكبوتية. وقد طورها الاتحاد الدولي للكيمياء البحتة والتطبيقية والمعهد الوطني للمعايير والتقنية (المعهد الوطني للمعايير والتقنية) خلال الأعوام 2000-2005، حيث الشكل والخوارزميات غير مسجلة الملكية والبرمجيات مجانية تحت رخصة مفتوحة المصدر LGPL (رغم أن مصطلح "InChI" هي علامة تجارية للاتحاد الدولي للكيمياء البحتة والتطبيقية).

## نظرة شاملة
تصف المعرفات المواد الكيميائية باعتبارها «طبقات» من المعلومات، تتعلق بالذرات وروابطها، ومعلومات المماثل الكيميائي (tautomer)، ومعلومات النظائر، والكيمياء الفراغية، والمعلومات عن الشحنة الإلكترونية. ليس من الواجب تقديم جميع الطبقات؛ على سبيل المثال، يمكن إغفال طبقة المماثل الكيميائي إذا كان هذا النوع من المعلومات غير متصل بتطبيق معين.
تختلف المعرفات الكيميائية الدولية عن أرقام التسجيل كاس في عدد من الجوانب وهي:
- أنها قابلة للاستخدام بحرية وبدون ملكية؛
- يمكن حسابها من المعلومات الهيكلية وليس من الضروري أن تكون منظمة من قبل بعض المنظمات؛
- معظم المعلومات في إنشي مقروءة بشريا (لمن يمارسها).

يمكن النظر إلى إنشي على أنها نسخة رسمية وعامة للغاية من تسمية الاتحاد الدولي للكيمياء البحتة والتطبيقية. يمكن للمعرفات الكيميائية الدولية التعبير عن مزيد من المعلومات مقارنة بترميز مواصفات الإدخال النصي المبسط للجزيئات، وتختلف في أن كل بنية هيكلية لها سلسلة إنشي وحيدة وهو أمر هام في تطبيقات قواعد البيانات. المعلومات عن الإحداثيات ثلاثية الأبعاد للذرات غير ممثلة في الإنشي، ولهذا الغرض يمكن استخدام نمط مثل بنك معلومات البروتينات.
إن خوارزمية إنشي تحول المعلومات الهيكلية المدخلة إلى معرف إنشي وحيد في عملية ثلاثية الخطوات: التسوية (normalization) (لإزالة المعلومات الزائدة)، التمثيل القانوني (canonicalization) (لتوليد عنوان عددي وحيد لكل ذرة)، والتسلسل (serialization)(لتقديم سلسلة من الحروف).
إن مفتاح الإنشي (InChIKey)، ويشار إليه أحيانا (Hashed InChI)، هو تمثيل رقمي مكثف ثابت الطول (25 محرفا) للإنشي لايمكن للإنسان فهمه. وقد أصدرت مواصفات مفتاح الإنشي في أيلول 2007 من أجل تسهيل عمليات البحث على الشبكة العالمية عن المركبات الكيميائية، لأنها كانت تسبب بعض المشاكل مع الطول الكامل للإنشي.

## أمثلة
| CH3CH2OH إيثانول | InChI=1/C2H6O/c1-2-3/h3H,2H2,1H3                                         |
| L-حمض الأسكوربيك | InChI=1/C6H8O6/c7-1-2(8)5-3(9)4(10)6(11)12-5/h2,5,7-10H,1H2/t2-,5+/m0/s1 |

## بنية الإنشي والطبقات
يبدأ كل إنشي بالشكل المحرفي "InChI =" يليه رقم النسخة، وهي حاليا 1. تنظم بقية المعلومات وفق سلسلة من الطبقات والطبقات الثانوية، حيث تقدم كل طبقة نوعا واحدا ومعينا من المعلومات. يفصل خط مائل طبقات "/" بين الطبقات والطبقات الثانوية، وتبدأ بحرف معين ومميز (باستثناء الطبقة الثانوية للصيغة الكيميائية للطبقة الرئيسية). إن الطبقات الست مع الطبقات الثانوية الهامة هي:
1. الطبقة الرئيسية
  - الصيغة الكيميائية (بدون بادئة). وهذه هي الطبقة الثانوية فقط الني يحب أن تكون موجودة في كل إنشي.
  - ارتباطات الذرة (البادئة: "c"). الذرات في الصيغة الكيميائية (باستثناء ذرات الهيدروجين) ترقم بالتسلسل؛ هذه الطبقة الثانوية تصف أي من الذرات مرتبطة مع الذرات الأخرى.
  - ذرات الهيدروجين (البادئة: "h"). تصف كيفية ارتباط ذرات الهيدروجين مع كل من الذرات أخرى.
2. طبقة الشحنة.
  - طبقة ثانوية مشحونة إيجابيا (البادئة: "p")
  - طبقة ثانوية مشحونة سالبيا (البادئة: "q")
3. طبقة كيميائية فراغية
4. طبقة النظائر
5. طبقة H الثابتة
6. طبقة إعادة التوصيل

الحرف البادئ المحدد له ميزة أنه يمكن للمستخدم بسهولة البحث وفق المحارف لإيجاد المعرفات التي تتطابق فقط في بعض الطبقات.

## اقرأ أيضا
- مواصفات الإدخال النصي المبسط للجزيئات
- محرر الجزيئات (برنامج حاسوبي) (Molecule editor)

## وصلات خارجية

### ملفات توضيحية
- IUPAC InChI site
- Unofficial InChI FAQ
- 335 KB بي دي إف
- Description of the canonicalization algorithm
- Googling for InChIs a presentation to the W3C.
- The Semantic Chemical Web: GoogleInChI and other Mashups, Google Tech Talk by Peter Murray-Rust, 13 Sept 2006
- IUPAC InChI, Google Tech Talk by Steve Heller and Steve Stein, 2 November 2006

### برامج وخدمات
- Generate InChI (interactive service at University of Cambridge, either interactive or WSDL)
- Search Google for molecules (generates InChI from interactive chemical and searches Google for any pages with embedded InChIs). Requires Javascript enabled on browser
- ChemSketch, free chemical structure drawing package that includes input and output in InCHI format
- PubChem online molecule editor that supports SMILES/SMARTS and InChI
- ChemSpider Services that allows generation of InChI and conversion of InChI to structure (also SMILES and generation of other properties)
- MarvinSketch from كيماكسون، implementation to draw structures (or open other file formats) and output to InChI file format
- InChIMatic Draw your molecule and Google will search for it
- BKchem implements its own InChI parser and uses the IUPAC implementation to generate InChI strings